# Ruth Winter (Schauspielerin)
Ruth Antonie Winter (* 29. Dezember 1925; † 19. September 2017) war eine österreichische Schauspielerin.

## Leben
Ruth Winter wurde 1925, nach anderen Quellen 1930, geboren.
Sie war von 1957 bis zuletzt 1971 in neun Film- und Fernsehproduktionen zu sehen, darunter auch in tragenden Rollen wie in Die Dubrow-Krise (1969). In dem von Eberhard Itzenplitz inszenierten Film übernahm Winter die Rolle der Anneliese Lentföhr, einer Mitarbeiterin des DDR-Vermessungswesens.
Sie war verheiratet mit dem österreichischen Schauspieler Heinz Winter (1925–1991). Beide sind in einem Gemeinschaftsgrab auf dem Friedhof der Feuerhalle Simmering in Wien beerdigt.

## Filmografie (Auswahl)
- 1957: Dort in der Wachau
- 1957: Der Jungfrauenkrieg
- 1957: Heiratskandidaten
- 1960: Der Meisterboxer (Fernsehfilm)
- 1960: Der Tod im Apfelbaum (Fernsehfilm)
- 1960: Als ich noch der Waldbauernbub war… (Fernsehfilm)
- 1960: Im weißen Rößl
- 1969: Die Dubrow-Krise (Fernsehfilm)
- 1971: Auf Abruf (Fernsehfilm)

## Hörspiele (Auswahl)
- 1959: Sophokles, Ezra Pound: Die Frauen von Trachis – Regie: Walter Ohm (Hörspielbearbeitung – BR)[3]